# サン・ナッザーロ・ヴァル・カヴァルニャ
サン・ナッザーロ・ヴァル・カヴァルニャ（伊: San Nazzaro Val Cavargna）は、イタリア共和国ロンバルディア州コモ県にある、人口約300人の基礎自治体（コムーネ）。

## 地理

### 位置・広がり
コモ県北西部、ヴァル・カヴァルニャのコムーネ。県都コモから北へ33kmの距離にある。

#### 隣接コムーネ
隣接するコムーネは以下の通り。括弧内のCH-TIはスイス・ティチーノ州所属を示す。
- カルラッツォ
- カヴァルニャ
- ガルツェーノ
- グラヴェドーナ・エドゥニーティ
- サン・バルトロメーオ・ヴァル・カヴァルニャ
- Bellinzona (Sant'Antonio, CH-TI)
- ヴァル・レッツォ

### 地震分類
イタリアの地震リスク階級 (it) では、4 に分類される
。

## 行政

### 山岳部共同体
広域行政組織である山岳部共同体「ヴァッリ・デル・ラーリオ・エ・デル・チェレージオ山岳部共同体」 (it:Comunità montana Valli del Lario e del Ceresio) （事務所所在地: グラヴェドーナ・エドゥニーティ）を構成するコムーネの一つである。

### 分離集落
サン・ナッザーロ・ヴァル・カヴァルニャには、以下の分離集落（フラツィオーネ）がある。
- Sant'Antonio, Cardè, Burena, Rovolè, San Giovanni, Forni Vecchi, Crevegno, Bubegno, Piazza Vacchera, Tegnivo